# ティム・ボロウスキ
ティム・ボロウスキ（Tim Borowski, 1980年5月2日 - ）は東ドイツ出身の元サッカー選手。ポジションはミッドフィールダー。

## 経歴
代表としては2002年のブルガリア戦で初招集を受けた。2006 FIFAワールドカップにもベンチメンバーながらメンバー入りし、病み上がりのミヒャエル・バラックの貴重な代役として出場している。準々決勝の対アルゼンチン戦では、ミロスラフ・クローゼの同点ゴールを絶妙なヘディングでアシストした。
2007-2008シーズン終了後、自由移籍でバイエルン・ミュンヘンへと移籍した。バイエルンでは35試合に出場し7ゴールとまずまずの成績を残すも、2009年7月にブレーメンと3年契約を結び、わずか1年での復帰となった。
2012年9月に現役を引退した。

## 代表歴

### 出場大会
- ドイツ代表
  - 2006 FIFAワールドカップ

### 試合数
- 国際Aマッチ 33試合 2得点（2002年-2008年）[2]

| ドイツ代表 | 国際Aマッチ | 国際Aマッチ |
| 年         | 出場        | 得点        |
| ---------- | ----------- | ----------- |
| 2002       | 2           | 0           |
| 2003       | 0           | 0           |
| 2004       | 5           | 0           |
| 2005       | 8           | 1           |
| 2006       | 13          | 1           |
| 2007       | 3           | 0           |
| 2008       | 2           | 0           |
| 通算       | 33          | 2           |